# Landschaftsschutzgebiet Siek bei Krutheide
Das Gebiet „Siek bei Krutheide“ ist ein seit 2005 durch den Kreis Lippe als unterste Naturschutzbehörde ausgewiesenes Landschaftsschutzgebiet (LSG-Nummer 3818-0010) im Norden der lippischen Stadt Bad Salzuflen in Nordrhein-Westfalen in Deutschland.

## Lage
Das rund zwei Hektar große Landschaftsschutzgebiet Siek bei Krutheide gehört naturräumlich zum Lipper Bergland. Es erstreckt sich über etwa 350 Meter im Bad Salzufler Ortsteil Wüsten südlich der Loosestraße (= Kreisstraße 34), rund zwei Kilometer nordwestlich der Wüstener Ortsmitte, auf einer Höhe zwischen rund 90 und 110 m ü. NHN.

## Schutzzweck
Wesentlicher Schutzzweck ist die „Erhaltung eines schmalen zum Salzetal hin abfallenden Siekbereichs mit zum Teil noch ausgeprägten Randstufen, Altholzbestand aus Buchen und Eichen, vernässten Bereichen am Talgrund sowie Grünlandflächen mit einzelnen Obstgehölzen.“.